# Latvajärvi (sjö i Finland, Norra Österbotten, lat 65,48, long 27,75)
Latvajärvi är en sjö i Finland. Den ligger i kommunen Pudasjärvi i landskapet Norra Österbotten, i den centrala delen av landet, 600 km norr om huvudstaden Helsingfors. Latvajärvi ligger 172,6 meter över havet. Arean är 74,3 hektar och strandlinjen är 6,85 kilometer lång. Sjön  ingår i Ijo älvs huvudavrinningsområde. 